# Wilhelm al VI-lea, Landgraf de Hesse-Kassel
Wilhelm al VI-lea, Landgraf de Hesse-Kassel (23 mai 1629 – 16 iulie 1663), cunoscut drept Wilhelm cel drept, a fost Landgraf de Hesse-Kassel din 1637 până în 1663.

## Biografie
Născut la Kassel a fost fiul lui Wilhelm al V-lea, Landgraf de Hesse-Kassel și a soției acestuia, Amalie Elisabeth von Hanau-Münzenberg. Tatăl său a murit când Wilhelm avea numai opt ani iar mama sa a fost regentă în timpul minoratului său.
În ciuda înfrângerii Hesse-Kassel în Războiul de Treizeci de Ani, mama lui Wilhelm nu a dorit să recunoască acordul din 1627. Trupele Hesse-Kassel au început să asedieze orașul Marburg. Trei ani mai târziu, în 1648, războiul s-a încheiat cu o victorie pentru Kassel. Dominația asupra teritoriilor Marburger a dus la dizolvarea acordului și ajungerea la un nou acord. Wilhelm al VI-lea a reușit ceea ce strămoșii săi au încercat în zadar să facă din 1604, și anume să anexeze teritoriile Marburger la Hesse-Kassel.

### Căsătorie și copii
S-a căsătorit cu Hedwig Sophie de Brandenburg (1623–1683). Copiii lor au fost:
- Charlotte Amalie de Hesse-Kassel (1650–1714); s-a căsătorit cu Christian al V-lea al Danemarcei, a avut copii.
- Wilhelm al VII-lea (1651–1670); moștenitorul și succesorul său, Landgraf în perioada 1663-1670.
- Luise (11 septembrie 1652 - 23 octombrie 1652)
- Karl I (3 august 1654 – 23 martie 1730); Landgraf în perioada 1670-1730
- Philipp (14 decembrie 1655 – 18 iunie 1721); Landgraf de Hesse-Philippsthal, s-a căsătorit cu Katharina Amalia Gräfin von Solms-Laubach
- George de Hesse-Kassel (1658–1675);
- Elisabeth Henriëtte (8 noiembrie 1661 – 27 iunie 1683); s-a căsătorit cu Frederick I al Prusiei